# 柚葉并盾介殼蟲
柚葉并盾介殼蟲（学名：Pinnaspis buxi）为盾介殼蟲科并盾介殼蟲屬下的一个种。